# Claire Duguet
Claire Duguet est une cinéaste française née le 21 mars 1977 à Libourne (France).
Assistante d'Agnès Varda à ses débuts et de Titouan Lamazou, elle a réalisé trois courts-métrages et une vingtaine de documentaires dont Africaines des Grands Lacs en 2013, Truffaut-Godard : scénario d’une rupture en 2015, La Turbulence Rodin en 2016 et Queen Kidjo consacré à la chanteuse aux 4 Grammy Awards en 2021.
Elle cofonde en 2019 Félicité Production avec Cecilia Rose.  

## Biographie
Claire Duguet est née le 21 mars 1977 à Libourne, en Gironde. Elle étudie le cinéma à l'école Louis Lumière dont elle est diplômée en 2002, puis l’écriture de scénario à l’atelier de la Fémis en 2013.
Elle commence sa carrière comme assistante d'Agnès Varda.
En 2004, elle fonde Keen Film qui produit Tweety Lovely Superstar d'Emmanuel Gras.
Elle cofonde avec Cecilia Rose en 2019 Félicité Production, une société de production de films pour produire des fictions et des documentaires pour le cinéma, les plateformes et la télévision.
Elle est membre de plusieurs jurys dont celui du festival Chéries-Chéris 2017 et de la dixième édition de la Queer Palm du Festival de Cannes 2019,.

## Filmographie

### Documentaires
- 2006 : Quelle heure est-il à Buenos Aires ?[7]
- 2007 : Titouan[8]
- 2008-2010 : L'heure de l'opéra
- 2009 : Empreinte - Michel Rocard
- 2011 : Empreinte - Carole Bouquet
- 2012 : Africaines des Grands Lacs[9]
- 2015 : Truffaut-Godard : scénario d’une rupture
- 2016 : La Turbulence Rodin[10]
- 2017 : Absolument Trans
- 2018 : Un Américain nommé Kazan[11]
- 2019 : Betty Boop for ever[12]
- 2020 : Boris Charmatz face au Grand Palais
- 2021 : Queen Kidjo, le rythme absolu[13],[14]

### Courts-métrages
- 2002 : Liri[15]
- 2004 : Retour à Bélisaire
- 2011 : Fin de saison